# Fantu Worku
Fantu Worku (29 de marzo de 1999) es una deportista de Etiopía que compite en atletismo. Ganó una medalla de plata en el Campeonato Mundial de Atletismo Sub-20 de 2016, en la prueba de 1500 m.